# Вареник, Геннадий Григорьевич
Геннадий Григорьевич Вареник (1953—1987) — сотрудник ПГУ КГБ СССР, подполковник, сотрудничавший с ЦРУ.

## Биография
Родился в украинской семье сотрудника органов государственной безопасности, во время войны уполномоченного СМЕРШ, полковника КГБ Г. В. Вареника (1918 — ?). По протекции отца, продолжавшего службу под руководством А. М. Гуськова, направлен в Высшую школу КГБ. 
Распределён на работу в ПГУ, в 1982 году под видом корреспондента ТАСС направлен в Бонн, где поначалу энергично включился в работу резидентуры. Но уже в марте 1985 года установил связь с ЦРУ с тем, чтобы гонорарами за поставляемую информацию «возместить» растраченные им 7 тысяч марок (по другим сведениям долларов), вверенных ему на оперативные нужды. Передал американцам информацию о секретных операциях КГБ в Западной Германии, а также выдал трёх ценных агентов советской разведки, работающих в правительстве ФРГ. 
Разоблачён, предположительно на основании данных, полученных от О. Х. Эймса, после чего был вызван в Восточный Берлин, арестован и этапирован в Москву. По некоторым сведениям, при допросе была применена сыворотка правды. 25 февраля 1987 года был расстрелян на основании приговора ВКВС СССР за государственную измену.

### Звания
- подполковник.

### Награды
- несколько юбилейных медалей.